# واغیناک شاهومیان
واغیناک (آرتمی) هاروتیونی شاهومیان (ارمنی: Վաղինակ (Արտեմի) Հարությունի Շահումյան؛  زادهٔ ۲ مهٔ ۱۸۹۹ - درگذشته ۱۵ سپتامبر ۱۹۶۶) دامپزشک و استاد اهل ارمنستان بود.

## زندگی‌نامه
وی در ۱۴ مه [سبک قدیمی: ۲ مه] ۱۸۹۹ در دیلیجان به دنیا آمد واهرام شاهومیان برادر وی بود.  وی از دانشگاه دولتی کشاورزی روسیه (۱۹۲۹) فارغ‌التحصیل گشت. همچنین برندهٔ جوایزی همچون نشان پرچم سرخ کار، نشان لنین، نشان برجسته افتخار و دانشمند شایسته روسیه شوروی شده است. وی در ۱۵ سپتامبر ۱۹۶۶ در سن ۶۷ سالگی در کوستروما درگذشت.

## یادداشت
1. ↑  գյուղատնտեսական գիտությունների դոկտոր
2. ↑  Մոսկվայի Կ. Ա. Տիմիրյազևի անվան գյուղատնտեսական ակադեմիա
3. ↑  Կոստրոմայի պետական գյուղատնտեսական ակադեմիա
4. ↑  ՌԽՖՍՀ գիտության վաստակավոր գործիչ